# Делжилер
Делжилер (на украински: Дельжилер; на руски: Дельжилер) е село в Южна Украйна, Одеска област, Белгородднестровски район. Заема площ от 3,38 км2. Населено е с бесарабски българи.

## География
Селото се намира в историческата област Буджак (Южна Бесарабия). Разположено е на 10 километра западно от Татарбунар и на 8 километра източно от Винохрадивка.

## История
Селото е основано през 1830 година от български колонисти, преселници от селата Дилджилер, днес в община Раднево, и Налбантларе, Сливенско. През 1835 година в Делжилер са регистрирани 53 семейства с 275 жители (133 мъже и 142 жени). През 1844 семействата в селото са 144, а жителите – 690 (364 мъже и 326 жени). Според данни от 1837 година в Делжилер се отглеждат 65 коня, 450 глави едър рогат добитък, 1334 овце, 3 магарета и 30 свине. Има 3 вятърни и една конна мелница, един тъкачен стан.
В периода 1946 – 1991 година селото официално се нарича Дмитровка, а до 2016 година – Дмитривка. През 2016 година му е върнато старото име – Делжилер.

## Население
Населението на селото според преброяването през 2001 г. е 4071 души.

### Езици
Численост и дял на населението по роден език, според преброяването на населението през 2001 г.:
| Роден език | Численост | Дял (в %) |
| Общо       | 4071      | 100.00    |
| Български  | 3790      | 93.09     |
| Руски      | 135       | 3.31      |
| Украински  | 124       | 3.04      |
| Молдовски  | 16        | 0.39      |
| Караитски  | 2         | 0.04      |
| Беларуски  | 1         | 0.02      |
| Гагаузки   | 1         | 0.02      |
| Други      | 2         | 0.04      |

## Личности
Родени в Делжилер
- Владимир Дубов (р. 1988), борец